# هوندا سي بي 400 إف
هوندا سي بي 400 إف(بالإنجليزية: Honda CB400F)‏ هي دراجة نارية من تصنيع هوندا.